# Rik Verheye
Rik André Julien Stephane Verheye (Knokke-Heist, 24 december 1986) is een Vlaams acteur en scenarist, bekend van zijn rol in Nonkels als Willy Persyn en zijn rol in Callboys als Jay Vleugels.

## Biografie
Hij studeerde af in 2009 aan het Herman Teirlinck Instituut.
Hij was actief in producties van de theatergezelschappen Monty (Voorproef op fragmenten uit de nieuwe wereld), Olympique Dramatique (Adams appels) en FC Bergman (twee stukken van Harold Pinter: De thuiskomst en Het verjaardagsfeest).
In 2010 had hij een hoofdrol in de film Adem, waarin hij Jimmy vertolkte. Hij werkt eveneens mee aan de film Groenten uit Balen.
Hij speelde in televisieseries de rol van Daan in De Rodenburgs en in 2010-2011 een hoofdrol als Anthony De Keersmaecker in de dagelijks op VTM uitgezonden telenovela Ella. In 2013 vertolkt hij een hoofdrol in zowel Danni Lowinski als Crème de la Crème. Ook had hij gastrollen in Zone Stad, Witse en Code 37.
Sinds 8 september 2016 is hij op VIER te zien in de sekskomedie Callboys van Jan Eelen. Daarin speelt hij de langharige, opvliegende escort Jay Vleugels en diens tweelingbroer Jeremy Vleugels. In Nederland zijn beide seizoenen vanaf 9 mei 2020 te zien op Videoland.
Verheye is in 2020 een van de bekende Vlamingen, die – net als 32 topsporters en 7 andere bekende Vlamingen – de strijd aanbindt in De Container Cup op VIER.
Op tweede kerstdag 2010 deed hij een huwelijksaanzoek tijdens de rust van de voetbalwedstrijd Cercle Brugge-Standard Luik uit de hoogste Belgische voetbalafdeling. Het bleek achteraf om een in scène gezet filmpje te gaan, waarmee de gemeente Knokke-Heist 'De Zoenbox' wilde promoten. Het filmpje was te zien op de Amerikaanse nieuwszender NBC en ging viraal via YouTube.
Verheye is sinds  2017 jurylid in De Slimste Mens ter Wereld. In 2019 vertolkte hij de rol van het personage Nicolaï Van Gelderhode in de televisieserie De Bende van Jan de Lichte. Samen met Clara Cleymans, die zijn partner Els vertolkt, speelt hij de hoofdrol van Alex in de minireeks We moeten eens praten uit 2021 op Eén.
In 2022 vertolkte hij de rol van het personage Willy Persyn in de televisieserie Nonkels.
In 2023 nam Verheye samen met Sam Kerkhofs de voetbalclub Sporting Hasselt over. Daaruit ontsproot het tv-programma De Spor, een documentairereeks over de werking achter de ploeg.
In 2024 werd hij verkozen tot West-Vlaams Ambassadeur, een prijs van de Krant van West-Vlaanderen, Radio2 West-Vlaanderen, Focus&WTV en de provincie West-Vlaanderen.
In 2025 presenteerde hij de Kastaars! samen met Kamal Kharmach en Ruth Beeckmans.

## Trivia
Verheye staat erom bekend een grote fan te zijn van voetbalclub Club Brugge.